# Titularbistum Summula
Summula war eine antike Stadt in der römischen Provinz Mauretania Caesariensis im Norden von Algerien.
Summula ist ein ehemaliges Bistum der römisch-katholischen Kirche und heute ein Titularbistum.
| Titularbischöfe von Summula |                                 |                                                 |                   |                   |
| Nr.                         | Name                            | Amt                                             | von               | bis               |
| 1                           | Francesco Sanmartino            | Weihbischof in Turin (Italien)                  | 7. April 1966     | 21. März 1983     |
| 2                           | Claude Frikart CIM              | Weihbischof in Paris (Frankreich)               | 21. Juni 1986     | 18. Dezember 2014 |
| 3                           | Esmeraldo Barreto de Farias IdP | Weihbischof in São Luís do Maranhão (Brasilien) | 18. März 2015     | 18. November 2020 |
| 4                           | Carlos Silva OFMCap             | Weihbischof in São Paulo (Brasilien)            | 16. Dezember 2020 |                   |